# Гусейнов, Саид Ибрагимович
Саид Ибрагимович Гусейнов (10 сентября 1907, Кази-Кумух, Дагестанская область — 1968, Махачкала) — организатор сельскохозяйственного производства в Дагестане, лауреат Сталинской премии третьей степени (1952). Доктор сельскохозяйственных наук.

## Биография
Родился в селе Кумух Казикумухского округа Дагестанской области, в семье бедного крестьянина — кустаря по металлу. В 1928 году поступил в Махачкалинский вечерний индустриальный техникум.
Выпускник зоотехнического факультета Горского сельскохозяйственного института (г. Орджоникидзе), оттуда в 1934 году был переведён в аспирантуру при Всесоюзном институте животноводства (ВИЖ) Всесоюзной академии сельскохозяйственных наук им. В. И. Ленина (ВАСХНИЛ).
Руководил отделом животноводства и лабораторией скотоводства ДагНИИСХ с момента создания и до 1964 г..
В период Великой Отечественной войны работал в Совете народных комиссаров ДАССР на должности заведующего группой животноводства (1943—1946 годы), а также выполнял обязанности по эвакуации населения, транспорта и животных, проходящих через Дагестан в Азербайджан и среднеазиатские республики.

## Достижения
- Заслуженный зоотехник РСФСР.
- Лауреат Сталинской премии (1951) — за выведение новой горной породы полутонкорунных овец «Дагестанская горная».